# U-2529
U-2529 – niemiecki okręt podwodny (U-Boot) typu XXI z okresu II wojny światowej. Okręt wszedł do służby w 1945 roku; po wojnie przejęty przez Wielką Brytanię, później przekazany Związkowi Radzieckiemu. 
Dzięki bardzo dużej pojemności akumulatorów, nowej opływowej linii kadłuba – pozbawionego występów oraz działa, jednostka była jednym z pierwszych okrętów podwodnych w historii zdolnych do rozwijania pod wodą prędkości większej niż na powierzchni. Te same cechy umożliwiały jej znacznie dłuższe niż dotąd pływanie podwodne.
Zamówienie na budowę okrętu zostało złożone w stoczni Blohm & Voss w Hamburgu. Rozpoczęcie budowy okrętu miało miejsce 29 września 1944. Wodowanie nastąpiło 13 listopada 1944, wejście do służby 22 lutego 1945. Dowódcami byli kolejno: Oblt. Karl-Heinrich Feufel, (od 15 kwietnia 1945) Oblt. Fritz Kallipke.
Okręt odbywał szkolenie w 31. Flotylli. Nie odbył żadnego patrolu bojowego, nie zatopił żadnej jednostki przeciwnika.
Przebazowany z Kristiansand-Süd (Norwegia) do Loch Eriboll (Szkocja), potem do portu w Lisahally (Irlandia Północna), który osiągnął 7 czerwca 1945. Włączony do floty brytyjskiej jako N 28. Przekazany ZSRR w 1945, gdzie służył od lutego 1946 do grudnia 1955 jako B-28, następnie wykorzystywany jako źródło zasilania. Złomowany w 1958.